# Canonici regolari della Congregazione del Santissimo Salvatore lateranense

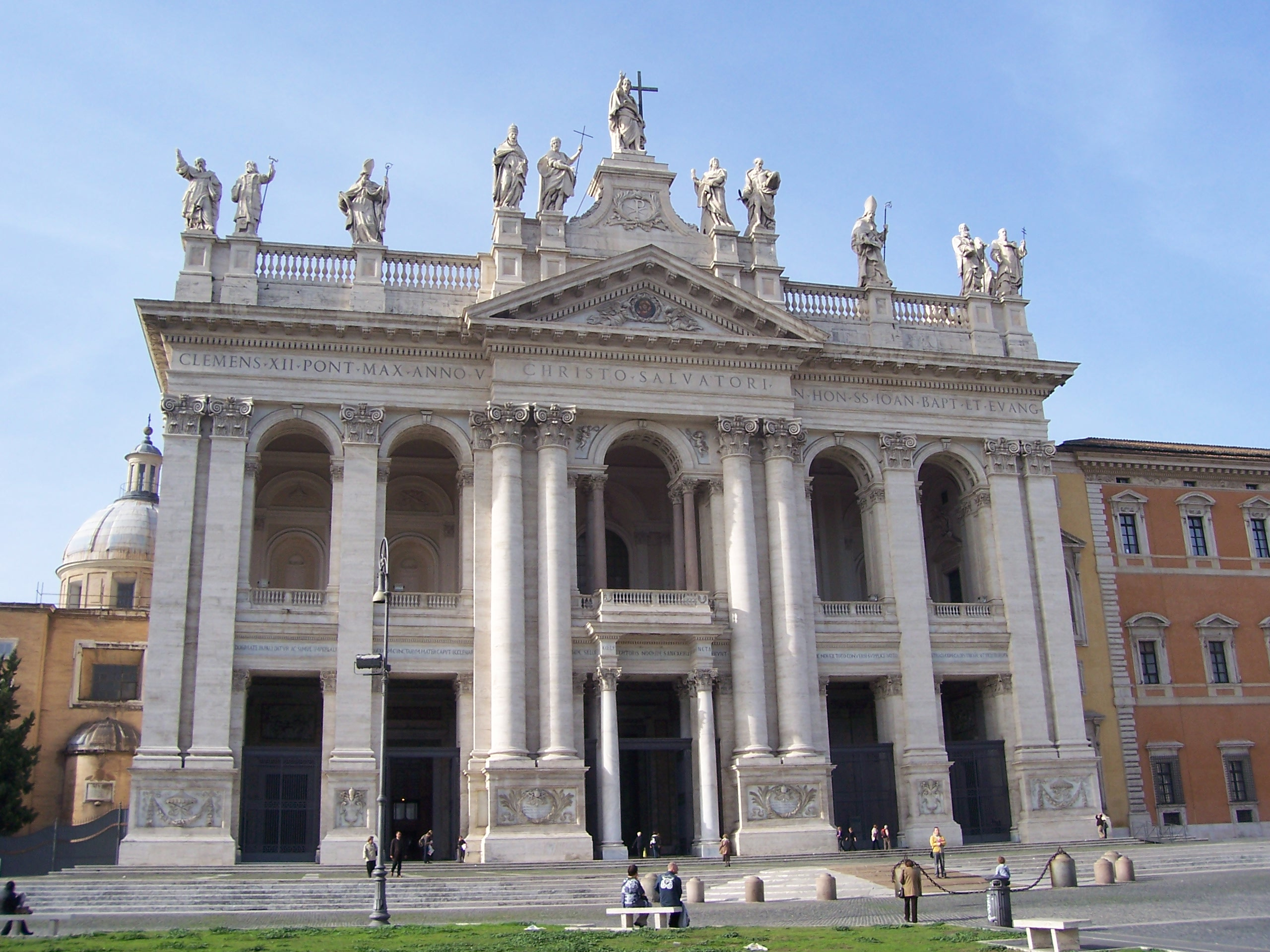
La basilica romana del Santissimo Salvatore in Laterano, da cui trae il titolo la congregazione

I canonici regolari del Santissimo Salvatore lateranense (in latino Congregatio Sanctissimi Salvatoris lateranensis) sono un istituto religioso maschile di diritto pontificio: i canonici regolari di questo ordine, detti semplicemente canonici lateranensi (anticamente rocchettini), pospongono al loro nome la sigla C.R.L.

## Storia
La storia della congregazione del Santissimo Salvatore lateranense può essere suddivisa in tre fasi: la prima, che vide la nascita di un priorato di canonici regolari per la cura della basilica lateranense (XII secolo); la seconda, in cui sorse e si diffuse la congregazione (XV secolo); e la terza, iniziata nel 1823 con la fusione con la congregazione renana.

### Le origini

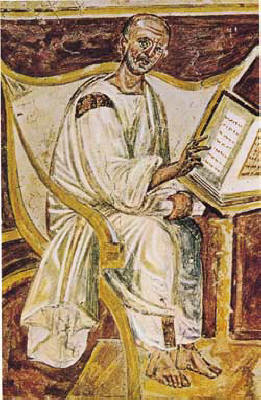
Sant'Agostino, autore della regola dei canonici, in un affresco nella basilica lateranense

Le prime notizie relative all'esistenza nella basilica lateranense di una comunità di canonici, forse osservante la regola di Aquisgrana, risalgono al IX secolo: vi alludono alcune disposizioni del concilio celebrato a Roma nell'826. Dopo il sinodo lateranense del 1059, la comunità venne riformata da papa Alessandro II secondo il modello dei canonici regolari di San Frediano di Lucca (il pontefice era anche vescovo di Lucca), che seguiva la regola di sant'Agostino.
La cura della parrocchia della basilica nel 1106 venne affidata da papa Pasquale II direttamente ai canonici di San Frediano, ma papa Anastasio IV nel 1153 restituì l'indipendenza al priorato lateranense.

### La congregazione lateranense
Nel 1299 papa Bonifacio VIII diede la basilica a una comunità di canonici secolari. Intanto, a causa dello scisma d'Occidente, la vita canonicale ebbe un periodo di rilassamento disciplinare: ciò spinse Leone Gherardini e Taddeo da Bagnasco, canonici dell'abbazia di San Pietro in Ciel d'Oro di Pavia, ad abbandonare la loro comunità per fondarne una riformata in Santa Maria di Frigionaia, presso Lucca, nell'attuale frazione di Maggiano, dove venne ristabilita la perfetta osservanza della regola di sant'Agostino. La riforma venne abbracciata da numerose comunità canonicali che papa Martino V, il 30 giugno 1421, decise di riunire in una congregazione.
Nel 1431 venne eletto papa Eugenio IV, già canonico regolare della congregazione veneziana di San Giorgio in Alga: il pontefice restituì la cura della basilica lateranense al clero regolare e nel 1438 chiamò i canonici della congregazione di Santa Maria di Frigionaia, che venne rinominata e intitolata al Santissimo Salvatore lateranense (bolla del 10 gennaio 1445).
I canonici vennero allontanati dalla basilica lateranense nel 1455, sotto papa Niccolò V, vennero richiamati nel 1464 da papa Paolo II e nuovamente allontanati nel 1471. Papa Sisto IV, comunque, confermò tutti i titoli e i privilegi acquisiti dalla congregazione e nel 1483 le concesse la chiesa di Santa Maria della Pace, che rimase sede della procura generale dell'ordine fino alle soppressioni dell'età napoleonica.
Intanto molte prestigiose comunità canonicali si erano unite alla congregazione del Santissimo Salvatore lateranense: i canonici di Santa Croce di Mortara (1449), quelli di Santa Maria di Piedigrotta (1453), quelli di Sant'Andrea a Vercelli (1472), quelli di San Frediano di Lucca (1517). Papa Gregorio XII abolì anche l'obbligo della stabilità per i canonici che, potendo trasferirsi facilmente, contribuirono a un'ulteriore diffusione della riforma.
Dopo il grande sviluppo del XVI secolo, nel XVII secolo la congregazione conobbe una fase di declino (pur continuando a contare oltre 60 case e 1300 membri), che nel XVIII secolo divenne crisi: verso la metà del secolo i governi di Toscana, Veneto e Piemonte ottennero dai pontefici dei brevi di soppressione per le case dell'ordine presenti nel loro territorio e ne incamerarono i beni; tutte le altre scomparvero sotto Napoleone. Solo la comunità di Santa Maria di Piedigrotta a Napoli sopravvisse.

### La restaurazione della congregazione
La restaurazione della congregazione avvenne a opera di Vincenzo Garofali, arcivescovo titolare di Laodicea, con il sostegno del cardinale Bartolomeo Pacca: nel 1823 unì gli elementi superstiti della congregazione di Santa Maria in Reno ai canonici di Santa Maria di Piedigrotta dando un nuovo inizio alla congregazione del Santissimo Salvatore lateranense, di cui Garofali venne eletto abate generale.
A causa delle leggi eversive del neonato regno d'Italia tutte le case della congregazione vennero soppresse: i canonici trovarono rifugio in Francia, al santuario di Nostra Signora di Beauchêne, presso Cerizay, dove fondarono una comunità nel 1873. Costretti ad abbandonare anche la Francia nel 1880, aprirono due case a Oñate, in Spagna, e a Bodmin, in Inghilterra. Per la congregazione iniziò così un periodo di nuova fioritura, che vide il ritorno in Italia e la fondazione di nuove case in Belgio e poi in Argentina e Uruguay.
La prepositura polacca di Corpus Christi a Cracovia si unì alla congregazione nel 1892: da essa sorsero numerose filiali, che consentirono l'erezione di una provincia polacca dell'ordine. A opera dei canonici belgi, sorse anche una casa in Congo.

## La struttura organizzativa

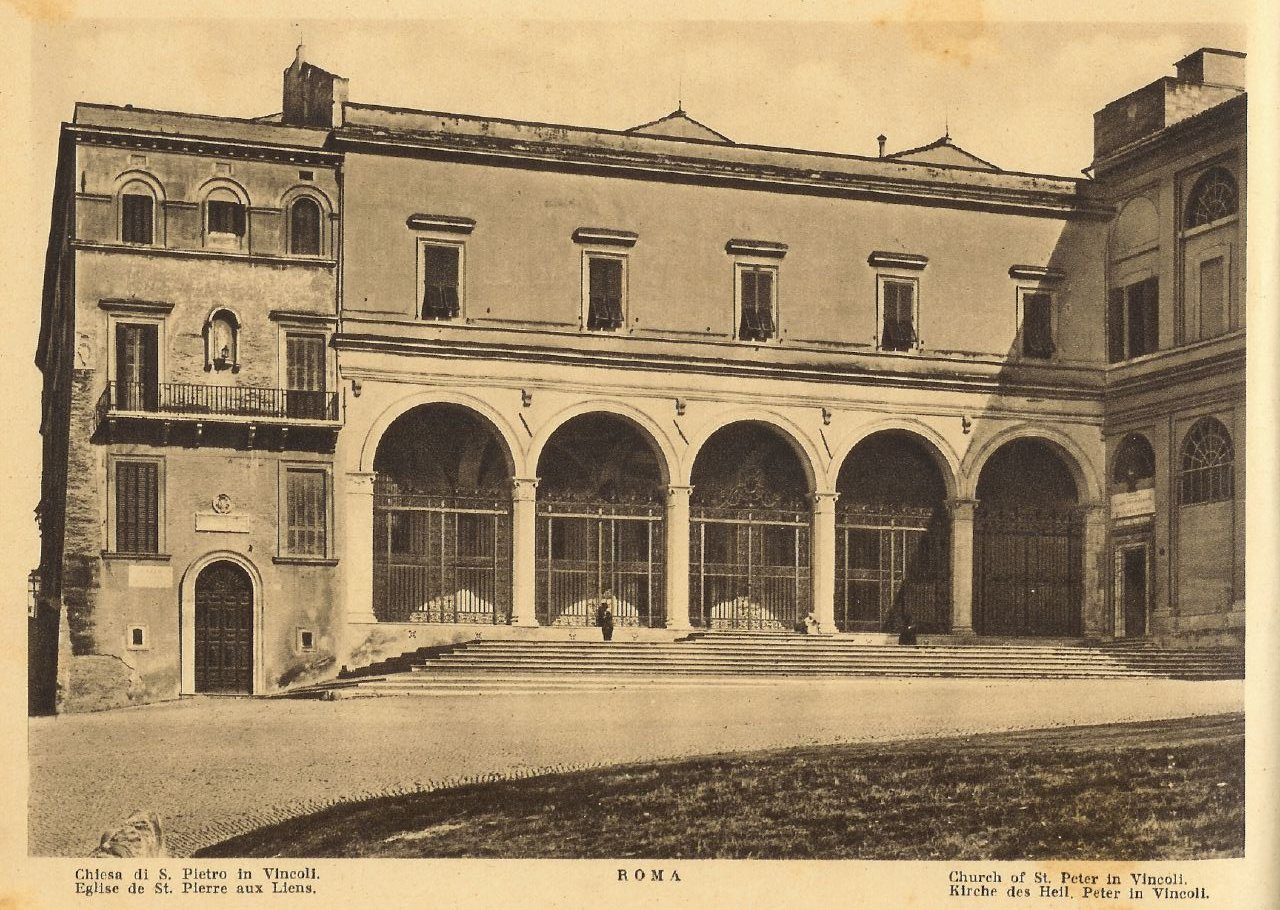
La basilica romana di San Pietro in Vincoli, sede generalizia della congregazione

La congregazione è a regime centralizzato, sottoposta a un unico abate generale risiedente a Roma (presso la basilica di San Pietro in Vincoli). La congregazione è divisa in province, che sono però delle semplici circoscrizioni geografiche con fini amministrativi.
I canonici del Santissimo Salvatore Lateranense, nel 1959, sono stati uniti insieme con altre congregazioni (d'Austria, del Gran San Bernardo, di San Maurizio di Agauno) nei Canonici regolari di Sant'Agostino confederati.
Le nuove costituzioni della congregazione vennero approvate dalla Santa Sede nel 1970.

## Attività e diffusione
I canonici si dedicano all'apostolato pastorale nelle parrocchie e nelle missioni e all'istruzione e all'educazione cristiana della gioventù; alla congregazione fanno capo anche le pie unioni delle Figlie di Maria diffuse in tutto il mondo, con sede centrale in Sant'Agnese fuori le Mura. Le loro case sono dette monasteri o canoniche.
Le canoniche della congregazione sono presenti in Europa (Belgio, Francia, Italia, Polonia, Regno Unito, Spagna), nelle Americhe (Argentina, Brasile, Porto Rico, Repubblica Dominicana) e nella Repubblica Centrafricana.
Il loro abito consiste in una veste talare bianca con un rocchetto (donde il nome "rocchettini", con il quale venivano popolarmente indicati) di lino bianco che scende fino a un palmo sotto il ginocchio; la cappa, alla quale è unito un piccolo cappuccio, è nera, aperta sul davanti dal petto in giù.
Alla fine del 2020 la congregazione contava 53 case con 194 religiosi, 168 dei quali sacerdoti.